# Observatoire National sur les Effets du Réchauffement Climatique
L'Observatoire National sur les Effets du Réchauffement Climatique (ONERC), en francès Observatori Nacional sobre els Efectes de l'Escalfament Climàtic, és un organisme de l'estat francès creat l'any 2001 i que té com a objectiu ajudar a prendre mesures que puguin ajudar a entendre millor la gravetat del canvi climàtic a França i adaptar els mecanismes per contrar-ne els efectes. Així, té per missió:
- Col·lectar informació per després divulgar-la
- Recomanar mesures
- Coordinar les accions (mesures) a posar en marxa